# Koșarînți
Koșarînți (în ucraineană Кошаринці) este o comună în raionul Berșad, regiunea Vinnița, Ucraina, formată numai din satul de reședință.

## Demografie
Componența lingvistică a satului Koșarînți
     Ucraineană (98,25%)
     Rusă (1,02%)
Conform recensământului din 2001, majoritatea populației satului Koșarînți era vorbitoare de ucraineană (98,25%), existând în minoritate și vorbitori de rusă (1,02%).